# هرمان ناکارتس
هرمان ناکارتس (به انگلیسی: Herman Nackaerts) از سپتامبر ۲۰۱۰ معاون مدیر کل آژانس بین‌المللی انرژی اتمی و معاون امور پادمانی آژانس بوده‌است. ناکارتس اولین بار در سال ۲۰۰۶، با انتصاب به عنوان مدیر بخش B امور پادمانی که مسئولیت بازرسی از کشورهای منطقه خاورمیانه، آسیای جنوبی، آمریکا و بعضی کشورهای اروپایی غیر عضو در اتحادیه اروپا را بر عهده دارد، به آژانس بین‌المللی انرژی اتمی پیوست.
وی به عنوان سرپرست تیم مذاکره‌کننده آژانس بین‌المللی انرژی اتمی چندین بار به ایران سفر کرده و در مذاکرات هسته‌ای شرکت داشته‌است.